# Nissan Primera
Nissan Primera (укр. Ніссан Прімера) — сімейство автомобілів класу D. Випускалася з кузовами седан, ліфтбек та універсал.

## Nissan Primera P10 (1990—1996)

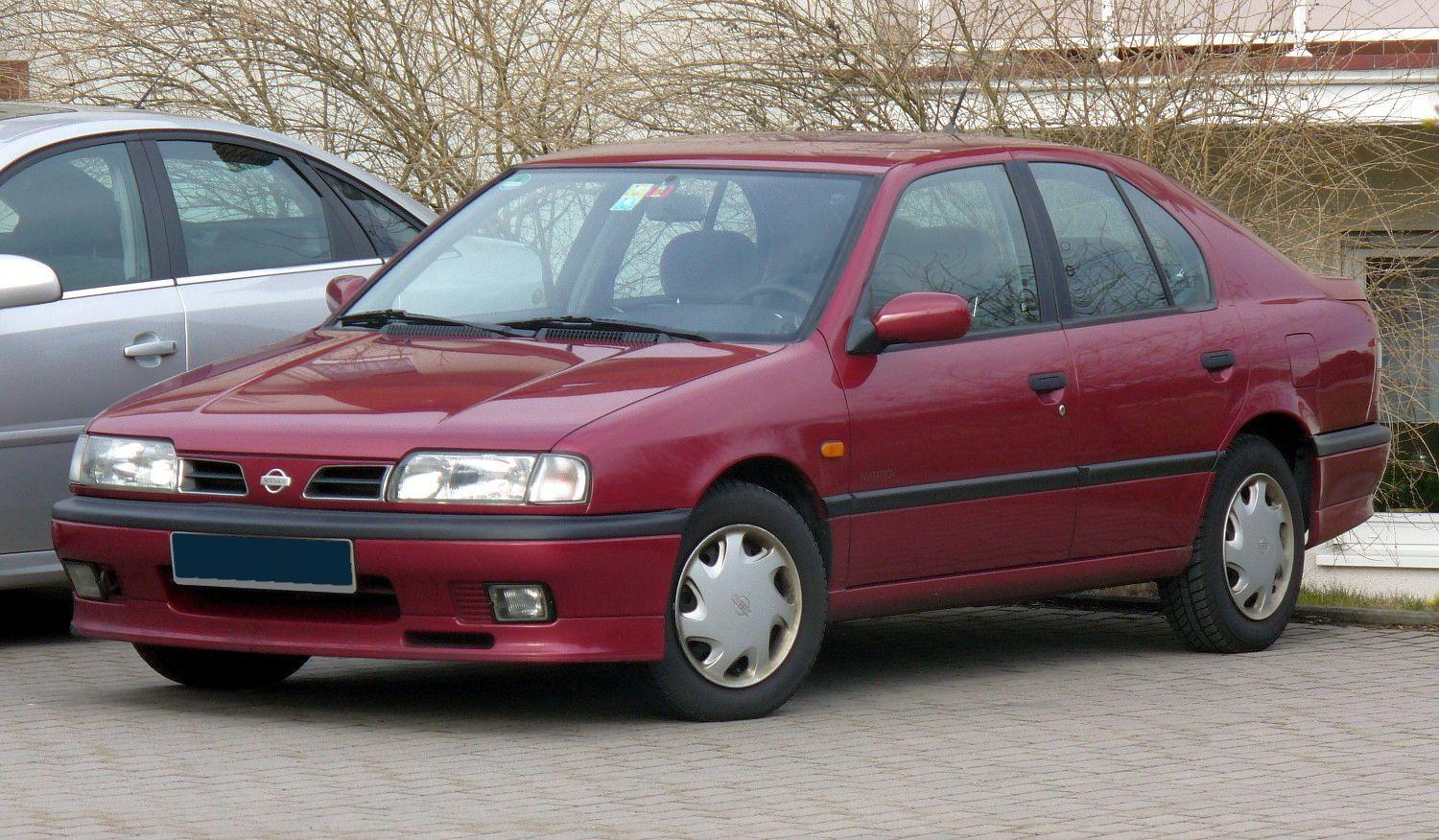
Nissan Primera P10 ліфтбек

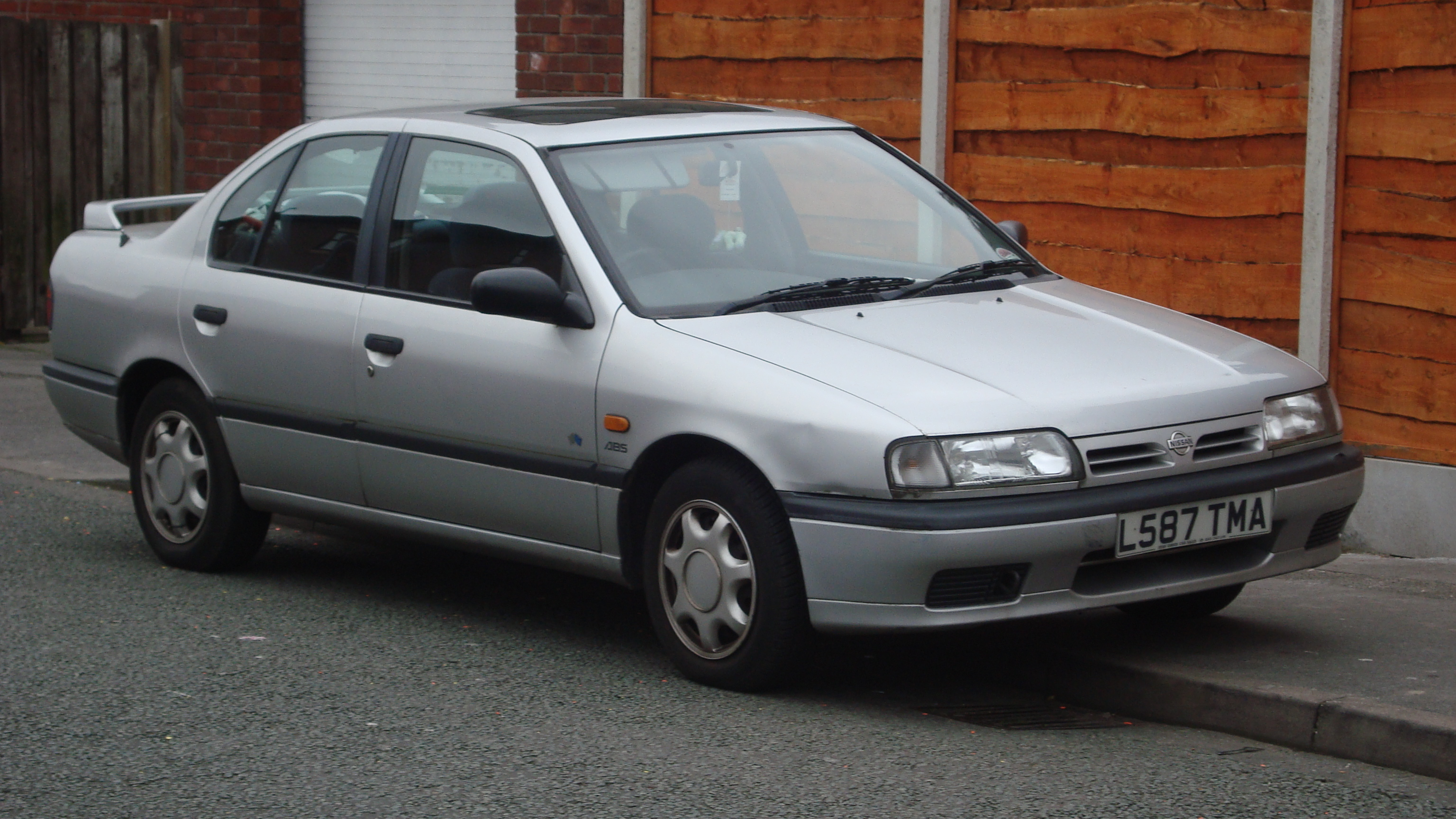
Nissan Primera P10 седан

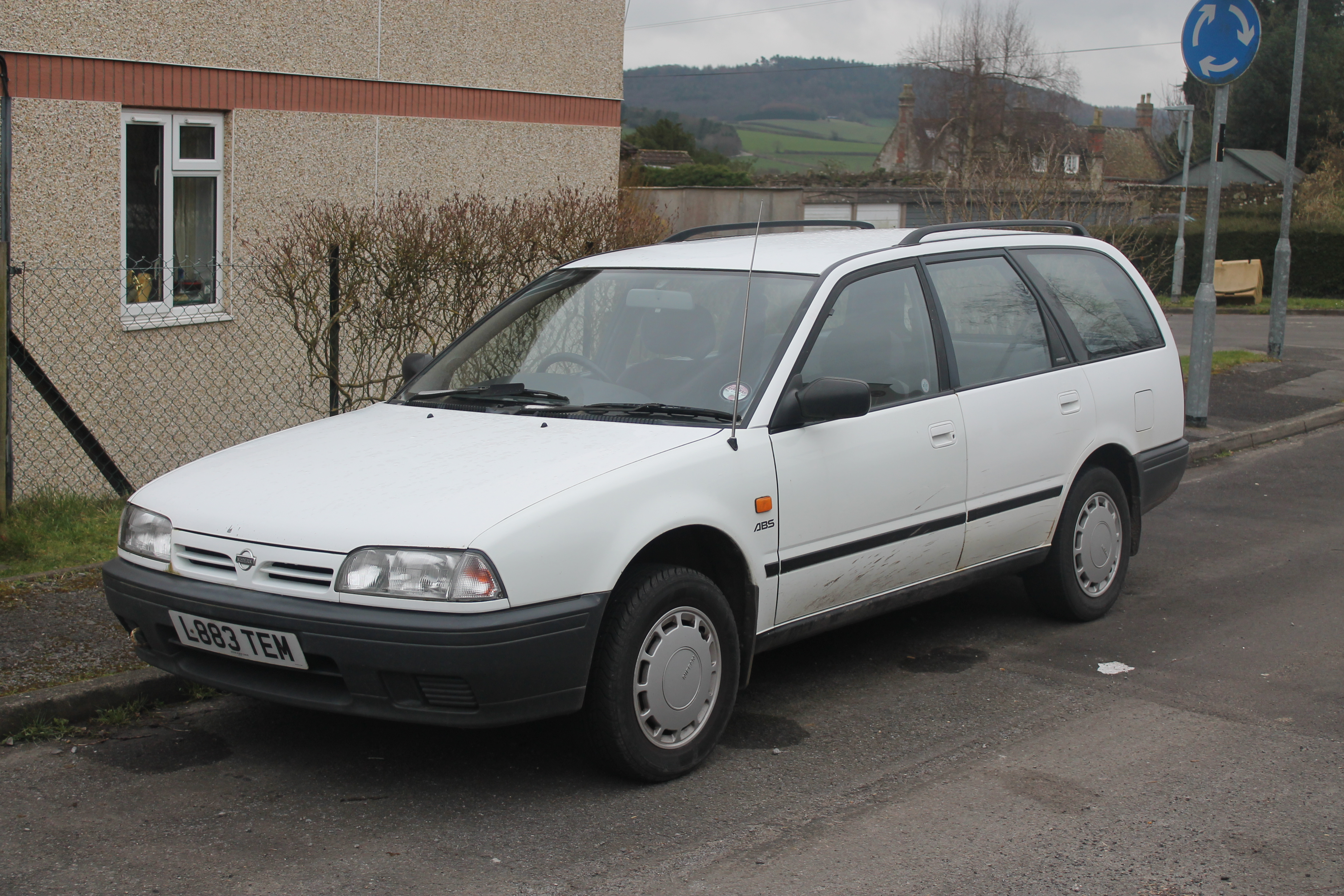
Nissan Primera P10 Traveller

У 1994 році модель Bluebird була замінена на нову, яка називалася Nissan Primera, де до цього збиралася попередня модель Bluebird. Автомобіль мав передній привід і 5-ступінчасту механічну коробку передач (у деяких версіях був доступний 4-ступінчастий «автомат» і 5-ступінчасту механіку з повним приводом). У лінійці двигунів було три силові агрегати: карбюраторний або інжекторний 1.6 л, дизельний 2 л, а також інжекторний 2 л. На вибір пропонувалося три типи кузова: 4-дверний седан, 5-дверні ліфтбек та універсал (останній імпортувався з Японії і в оригіналі називався Nissan Avenir).
На відміну від Bluebird нова модель Primera не піддавалася корозії, так як мала оцинкований кузов. Конкурентами у машини були тодішні Ford Mondeo, Opel Vectra, Peugeot 405, Honda Accord, Subaru Legacy, Mitsubishi Galant.
Автомобіль був доступний в шести версіях: L, LX, SLX, GS, GSX і GT. Двигун 1.6 л встановлювався на версії L, LX і SLX. 2-літровий мотор, потужністю 115 к.с. був доступний у версіях LX, GS і GSX. 2-літровий мотор, потужністю 125 к.с. і 140 к.с. мали моделі SLX, GSX. GT мала 2-літровий мотор потужністю 150 к.с. У 1994 році був проведений рестайлінг і отримала задні фари з білими поворотниками, решітку радіатора з хромованим вставками і бампера з обважуваннями, які були доступні лише на модифікації GT.
Також з'явилася нова версія SRi. Назва комплектації розшифровується як «Super Racing Interier». По суті, вона мала спортивний салон модифікації GT, правда не у чорній, а в білому колірному виконанні. Але особливою відзнакою стало те, що це була єдина модифікація, яку становили покупці на своє замовлення, тому вона могла мати як будь-який двигун і привід, так і будь-яку комплектацію механізмів в салоні, включаючи подушки безпеки, клімат-контроль, телефон, підігрів сидінь і багато іншого. Про велику кількість опцій покупці попередніх років навіть і не знали, тому що більша частина опцій перейшла з японської версії автомобіля.

### Двигуни
Бензинові
- 1.6 л GA16DS 90 к.с.
- 1.6 л GA16DE 90 к.с.
- 2.0 л SR20Di 115 к.с.
- 2.0 л SR20De 125 к.с.
- 2.0 л SR20DE 150 к.с.

Дизельний
- 2.0 л CD20 75 к.с.

## Nissan Primera P11 (1996—1999)

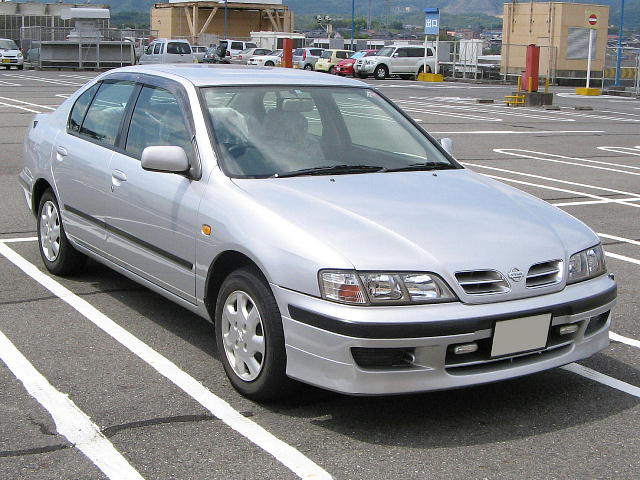
Nissan Primera P11

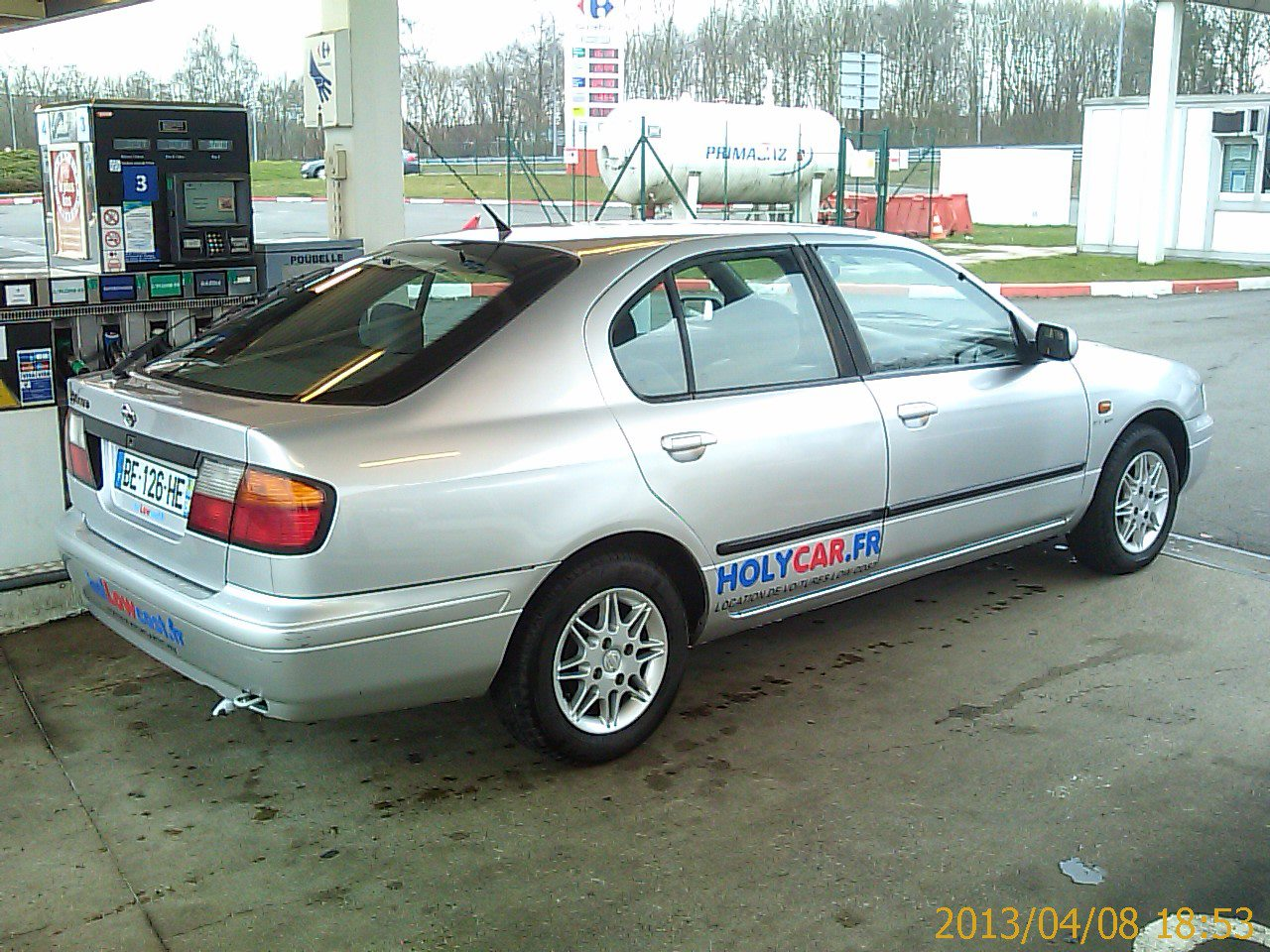
Nissan Primera P11 ліфтбек

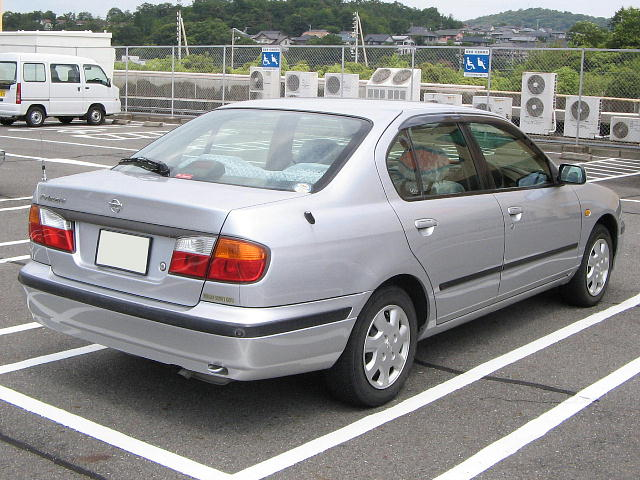
Nissan Primera P11 седан

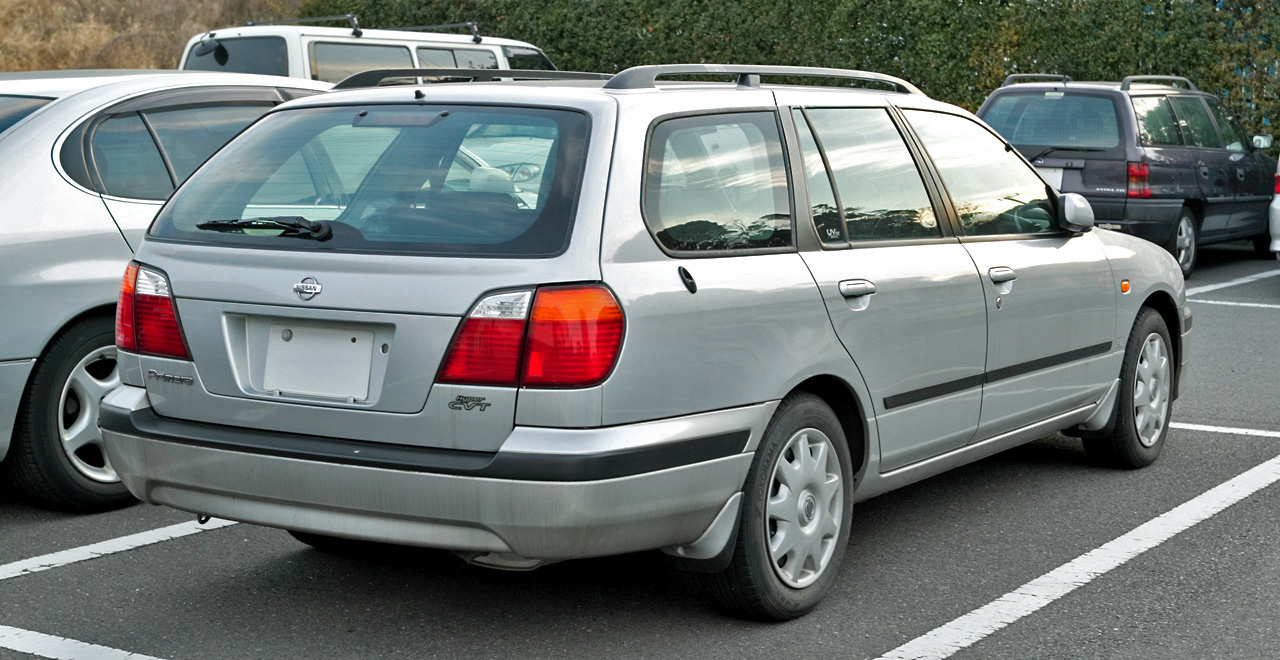
Nissan Primera P11 Traveller

Друге покоління з'явилося в кінці 1995 року в Японії восени 1996 в Європі. Як і раніше в Європі машина пропонувалася з бензиновими двигунами 1.6, 2 літри і 2-літровим дизелем. Як і раніше автомобіль випускався в трьох кузовах. У Японії продавалися тільки седани з моторами 1.8 і 2 літри. Хетчбек був доступний тільки з 2-літровим бензиновим двигуном в поєднанні з 4-ступінчастим «автоматом» і почав продаватися в листопаді 1997, а місяцем раніше стартували продажі універсала під назвою Primera Wagon.
На японському ринку також пропонувалися машини з безступінчатими автоматичними трансмісіями (кліноременним варіаторами) CVT і Hyper CVT- M6. Остання мала можливість ручного управління фіксованими передаточними числами трансмісії (віртуальними передачами) і встановлювалася спільно з 2-літровим мотором SR20VE, які мають змінювані фази газорозподілу (Neo VVL) потужністю 190 к.с. Така комбінація варіатора і потужного 2-літрового двигуна була використана вперше в світовій практиці. Надалі, автомобілі Ніссан стали все частіше оснащуватися варіаторами, які в наш час[коли?] (2010 р.) практично повністю витіснили звичайні «автомати».
Як і для моделі першого покоління існували комплектації з повним приводом, що мали позначення T4.
У США Primera продавалася під ім'ям Infiniti G20. У неї були інші ґрати радіатора і задні ліхтарі, які були запозичені у японської версії Primera Camino, а також багатше внутрішнє оснащення, що включає шкіряні сидіння з підігрівом, підігрів дзеркал, круїз-контроль, кришталеві фари і багато іншого.
У Новій Зеландії була випущена обмежена партія машини версії SMX. Вона мала пружини фірми Eibach і більш агресивний кузов. Було випущено 24 машини в 4 колірних виконаннях.
У 1998 році команда RML виграла на Nissan Primera британський чемпіонат в класі туринг (BTCC). А в 1999 уже заводська команда перемогла у кубку конструкторів. Гонщики Laurent Aïello і David Leslie зайняли 1-е і 2-е місця.
Щоб відсвяткувати дві перемоги в Сполученому Королівстві була випущена спеціальна серія GTSE з 400 машин. Автомобілі були взуті в 16 «литі диски AZEV, мали шкіряні крісла, кермо і ручку КПП Momo. Також в рамках святкування була випущена версія GTLE з 16» литими дисками Enkei, шкіряним салоном і ручкою КПП Momo.

### Nissan Primera P11-144 (1999—2002)

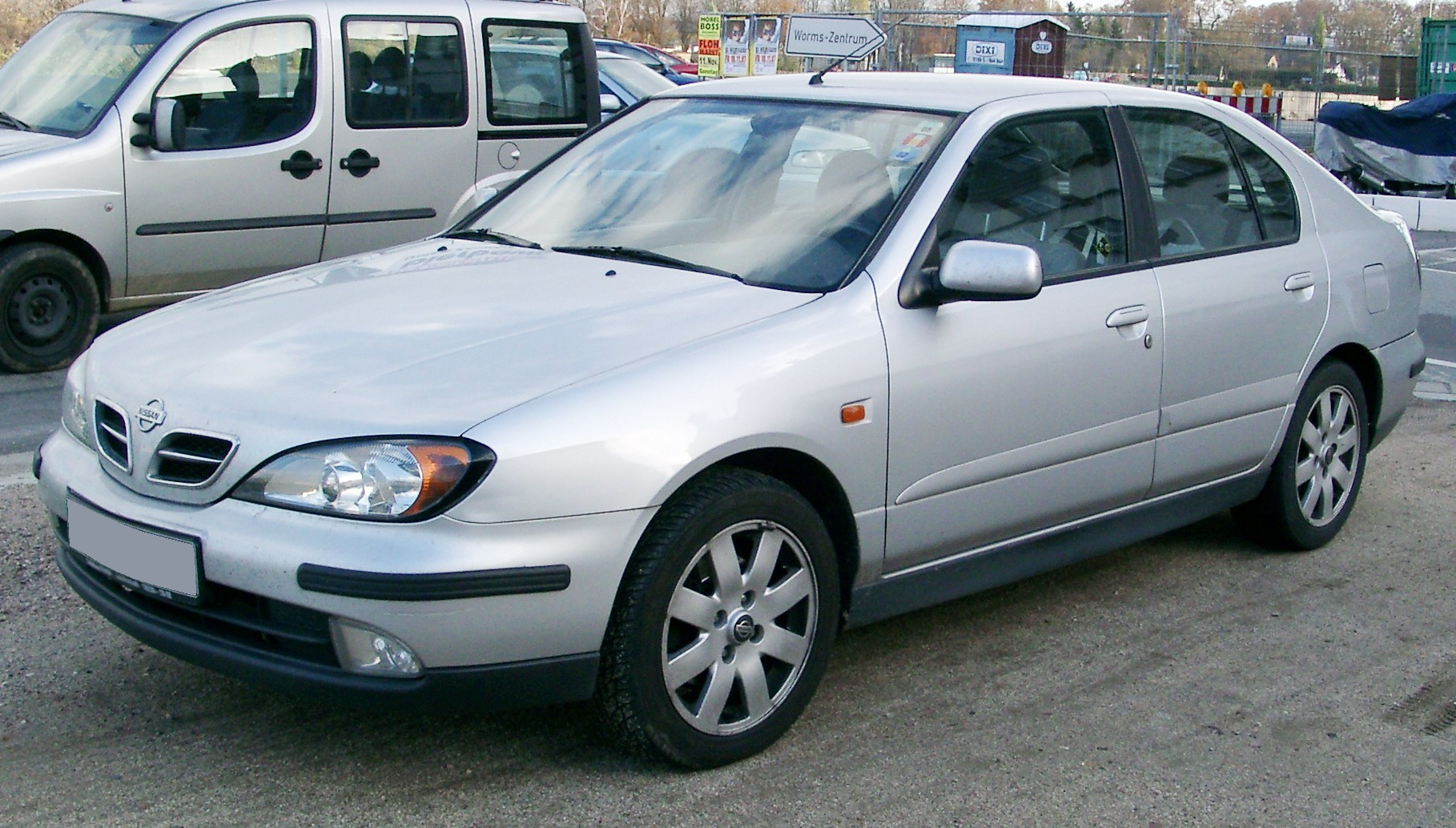
Nissan Primera P11-144

У вересні 1999 року надійшло у виробництво нове покоління моделей Nissan Primera з індексом кузова P11-144. Виробництво Nissan Primera тепер зосереджено на флагманському заводі Nissan в Сандерленді, Велика Британія. Зовнішній вигляд автомобіля і інтер'єр, виконані в спортивно-представницькому стилі, розроблені в європейському технологічному центрі компанії Nissan під керівництвом англійського дизайнера Дейла Готсела. Повністю змінені лінії капота: виступаючі хромовані межі решітки радіатора плавно перетікають в капот зі зміненим, чітким профілем. Її агресивний стиль передається і бамперу з повітрозабірниками і широко розставленими протитуманними фарами. Опущений бампер виглядає частиною кузова, нижня його частина покращує еродінаміческіе характеристики автомобіля і плавно переходить в пороги, візуально зменшують його висоту, так що силует автомобіля став більш присадкуватим. У фарах встановлені ксенонові лампи, що дають в два рази більше світла, ніж стандартні галогенові. Спортивний стиль передньої частини перегукується з піднятим краєм заднього спойлера і м'якими обводами бампера, виглядає як єдине ціле. Елегантність підкреслюється лінією багажника і опуклими «тривимірними» задніми фарами з чорно-червоними лінзами, прихованими димчастим пластиком.

### Двигуни
Бензинові
- 1.6 л GA16DE 90 к.с.
- 1.6 л GA16DE 99 к.с.
- 1.6 л QG16DE 106 к.с.
- 1.8 л QG18DE 113 к.с.
- 2.0 л SR20DE 115 к.с.
- 2.0 л SR20DE 131 к.с.
- 2.0 л SR20DE 140 к.с.
- 2.0 л SR20DE 150 к.с.

Дизельний
- 2.0 л CD20T 90 к.с.

## Nissan Primera P12 (2002—2007)

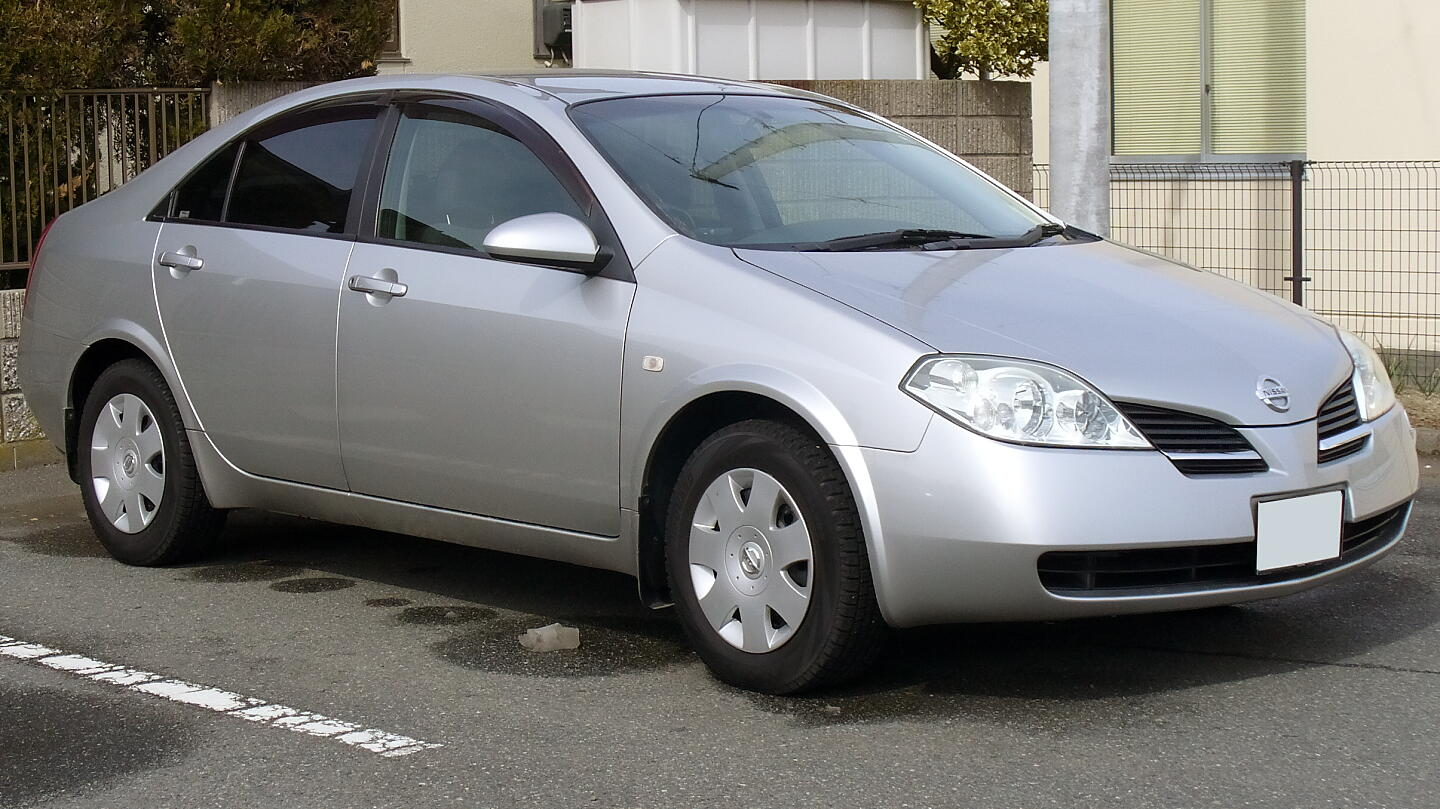
Nissan Primera P12

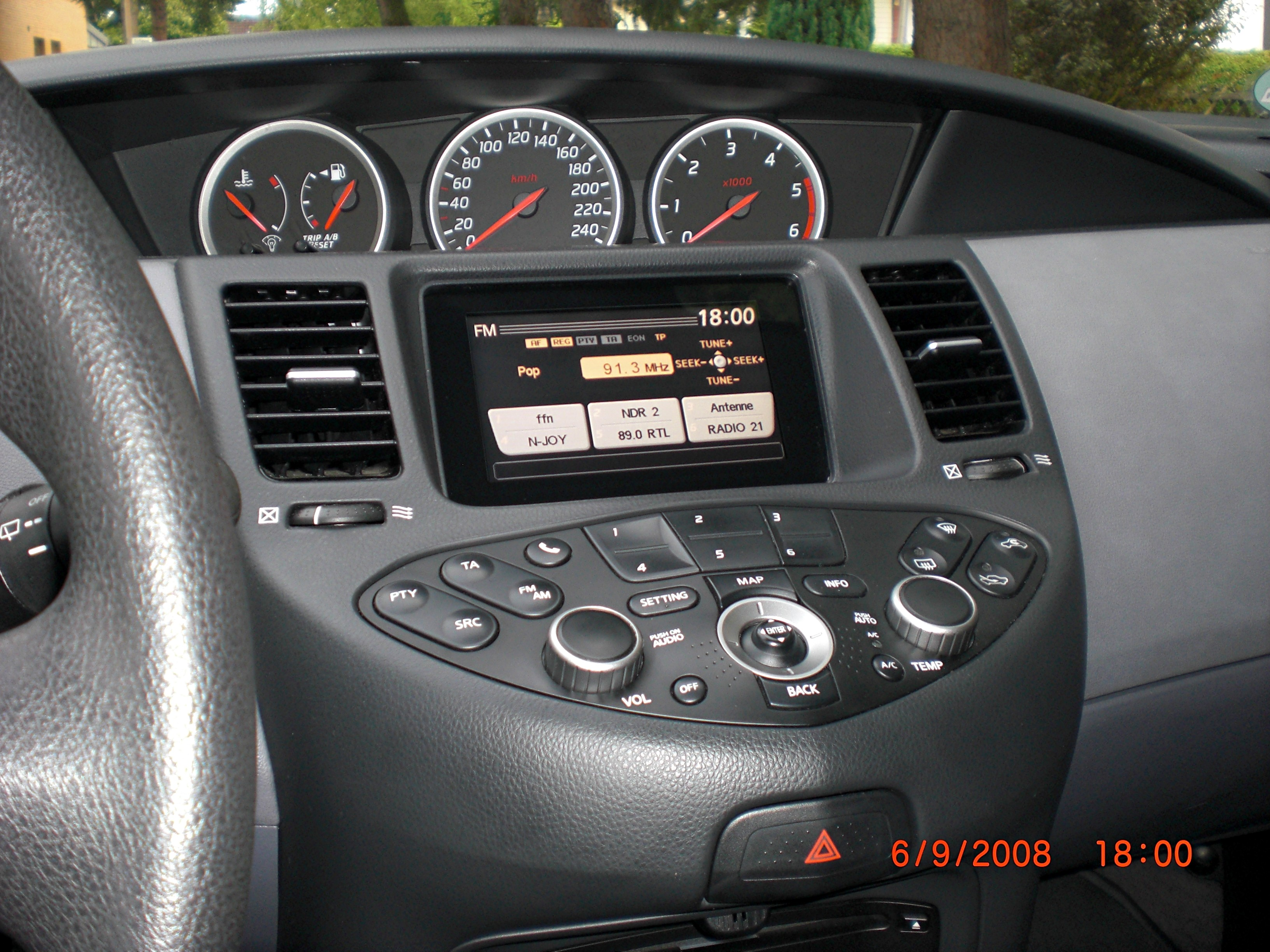

У 2001 році Nissan представив третє покоління Primera. У США припинилися продажі Infiniti G20. У Новій Зеландії всі машини комплектувалися варіатором. Варіатор також був доступний в Європі з двигуном 2 літра і в Японії з двигунами 2.0/2.5 літра (останній не був доступний в Європі). в 2004 році був проведений рестайлінг внутрішнього оздоблення салону (з'явилися нові хромовані ручки і новий вид приладів на торпедо, захованих за темним склом), а також з'явився новий колір («кави з молоком»). Автомобіль випускався в кузові седан, поки в 2002 році не з'явився хетчбек. Через падіння продажів в 2007 році у Великій Британії автомобіль був знятий з виробництва!

Нове покоління Nissan Primera виготовляється з середини грудня 2001 року на знаменитому заводі Nissan Motor Manufacturing (UK) Ltd. в Сандерленді, Велика Британія. На початку літа 2002 року почалося виробництво 5-ти дверного хетчбека, створеного спеціально для Європи. Високотехнологічна Primera зберегла всі форми концепту, показаного в Парижі в 2000 році.
Нове покоління моделі Nissan Primera мабуть можна назвати найбільш революційною новинкою в середньому класі за всю історію компанії. Створення унікального власного стилю було головним завданням, коли в 1997 році почалися роботи над третім поколінням Primera. Стефан Шварц, головний дизайнер, Nissan Design Europe, людина, під керівництвом якого створювався зовнішній вигляд нової Primera, описує дизайн автомобіля, як найкращим чином представляє зміна позицій в концептах і вираженні форми. «Нашої вихідної ідеєю було бажання відійти від стереотипів створення концепту седана. Конструкція седана традиційно дуже консервативна, із суворим поділом моторного відсіку, салону і багажного відділення. Для того, щоб забезпечити більшу місткість і зручність салону, ми підійшли до зовнішнього дизайну, починаючи з внутрішньої частини салону, тобто почали розробку форм зсередини. Наш силует „моноформи“ поєднує функціональність місткого салону і унікальний профіль, легко впізнаваний на відстані», — каже він.
Нова Primera оснащується вже знайомим двигуном QG16 об'ємом 1,6 л, який тепер розвиває потужність 80 кВт (109 к.с.) при 6000 об. / Хв. і крутний момент 144 Нм при 4000 об / хв Електронно керована дросельна заслінка забезпечує плавну передачу збільшеного крутного моменту, що досягається за допомогою системи змінних фаз газорозподілу. Алюмінієвий колектор замінив традиційний чавунний, результатом чого спільно зі збільшенням довжини випускного колектора стало збільшення крутного моменту для більшої «еластичності» руху.
Більш потужний двигун об'ємом 1,8 л серії QG також має здвоєний алюмінієвий випускний колектор і систему зміни фаз газорозподілу, що забезпечує підвищення крутного моменту і поліпшення прийомистості, а маховик і нізкошумних ланцюг забезпечують зниження рівня шуму. Цей двигун розвиває потужність 85 кВт (116 к.с.) при 5600 об/хв і крутний момент 163 Нм при 4000 об/хв.
Новий двигун QR20 об'ємом 2,0 л має блок циліндрів рамного (сходового) типу підвищеної жорсткості і компактну систему врівноважує механізму для забезпечення чудової плавності й безшумної при роботі. Застосування більш легких деталей, нізкошумних ланцюга і пластикової кришки клапанів дозволяє цього двигуна за своїми властивостями максимально наблизитися до характеристик 6-ти циліндрового двигуна. Його максимальна потужність складає 103 кВт (140 к.с.) при 6000 об / хв, а крутний момент — 192 Нм при 4000 об/хв.
16-ти клапанний турбодизель YD22 об'ємом 2,2 л, з двома розподільними валами верхнього розташування і технологією «Common Rail» аналогічний двигуну, що встановлюється на недавно запущеному в серійне виробництво автомобілі X-Trail. З додатково встановленим турбонагнітачем і додатково змінною тривалістю уприскування він досягає потужності 93 кВт (126 к.с.) при 4000 об/хв і крутного моменту 280 Нм при 2000 об/хв.
Двигуни з об'ємом до 2,0 л. стандартно комплектуються 5-ти ступінчастою механічною коробкою передач, а для двигуна об'ємом 1,8 л можлива комплектація 4-х ступінчастою автоматичною коробкою передач. Обидва нові двигуни пропонуються з 6-ти ступінчастою механічною коробкою передач, а для бензинового двигуна об'ємом 2,0 л. додатково можлива установка варіатора Hypertronic CVT-M6 з можливістю ручного перемикання передач.
Значні удосконалення в гальмівній системі нової Primera, дозволяють цьому автомобілю також займати лідируючі позиції сегмента D і по гальмівної ефективності. Нова Primera — перший автомобіль Nissan з перевагами нової системи Bosch ABS 8, яка більш ефективна, а також легше і компактніше своїх попередниць. Комбінація з системою Nissan Brake Assist забезпечує ефективне гальмування навіть при незначних зусиллях різкого натискання на педаль гальма, а система електронного розподілу гальмівних зусиль (EBD), дозволяє докласти оптимальне гальмівне зусилля до задніх коліс при будь-яких рівнях завантаженості. Гальмівна ефективність також гарантується використанням гальмівних дисків збільшеного діаметру і 10-дюймовим одноступінчастим підсилювачем гальм. На додаток до системи ABS, система курсової стійкості (ESP) забезпечує додатковий контроль над поведінкою автомобіля в русі. ESP не тільки значно знижує надлишкову або недостатню обертальність, але і використовується для збереження стійкості в екстремальних умовах. Ця система, яка використовує різні датчики, які контролюють поведінку автомобіля, автоматично управляє роботою двигуна і розподіляє гальмівні зусилля до кожного колеса на слизькому дорожньому покритті або в екстрених ситуаціях.

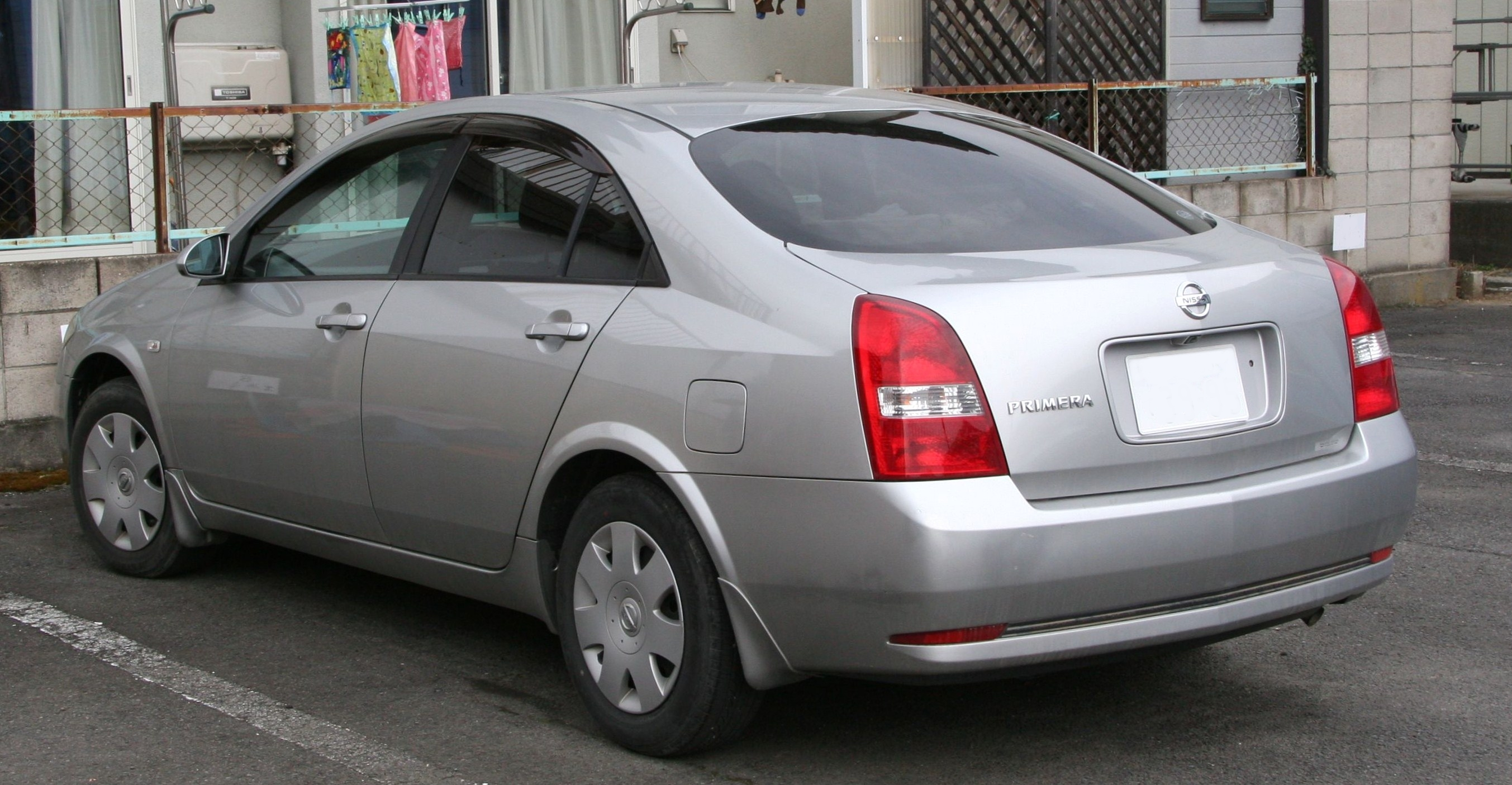
Nissan Primera P12 седан
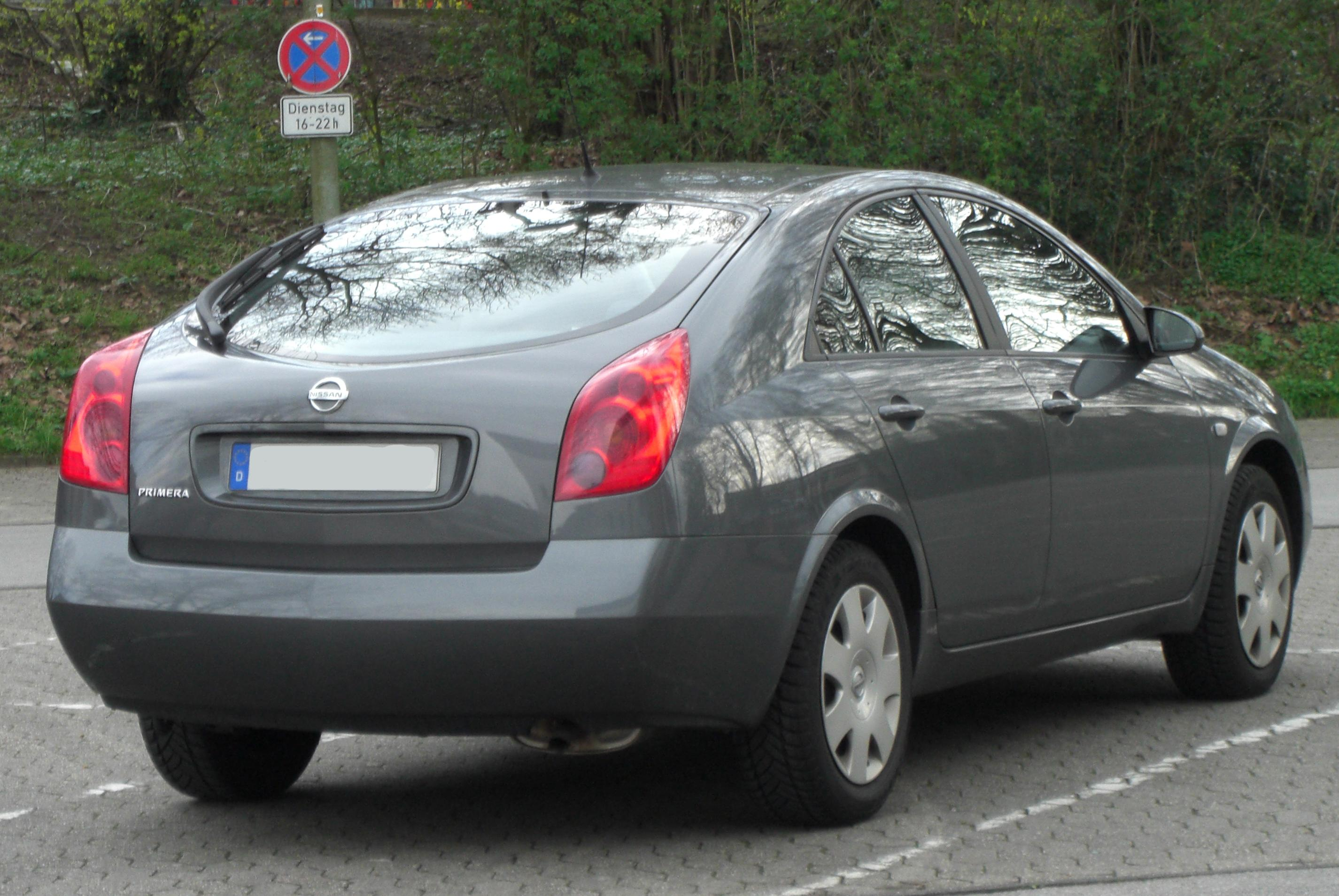
Nissan Primera P12 ліфтбек
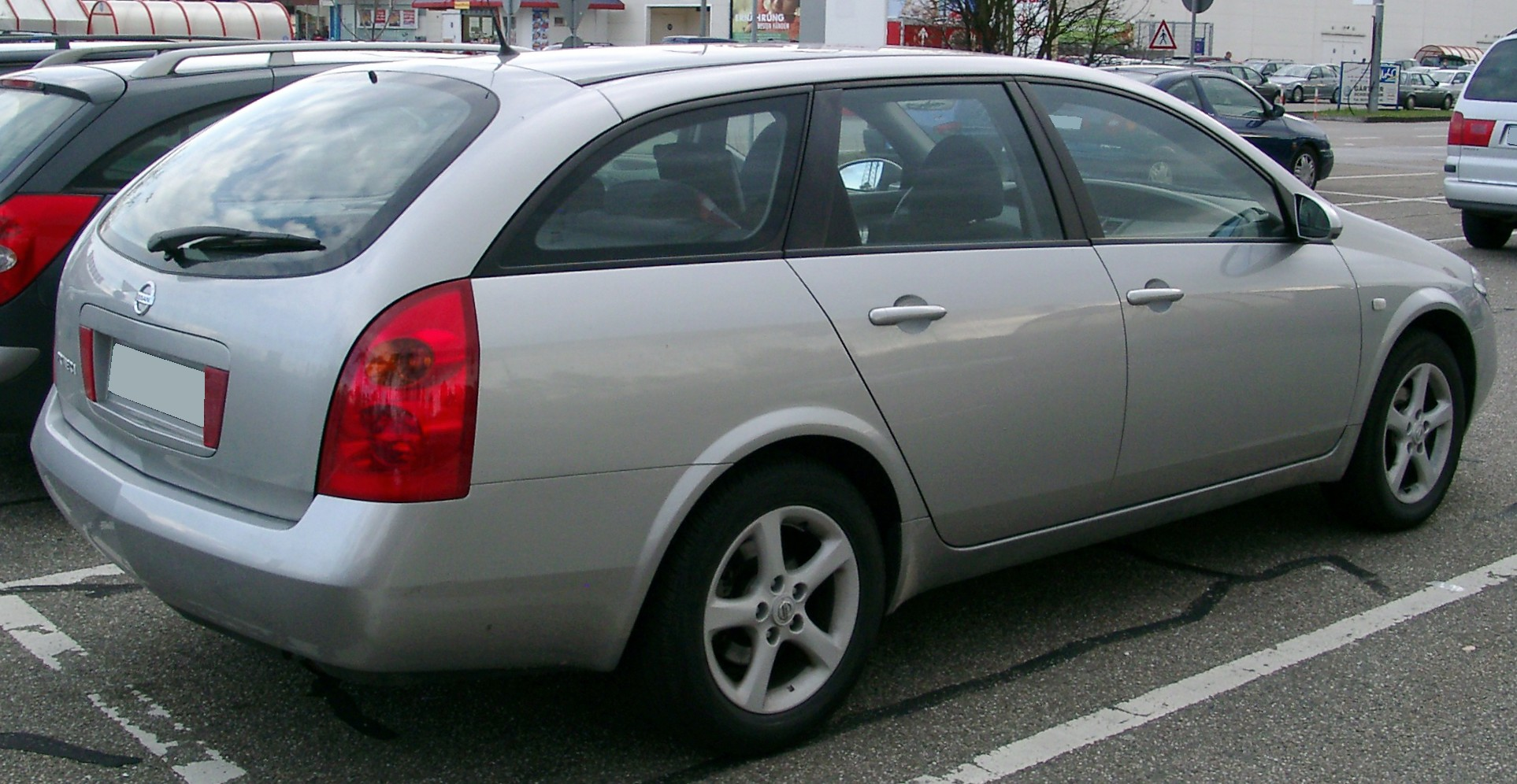
Nissan Primera Traveller

### Двигуни
Бензинові
- 1.6 л QG16DE 109 к.с.
- 1.8 л QG18DE 118 к.с.
- 2.0 л QR20DE 147 к.с.
- 2.5 л QR25DD 170 к.с.
- 2.0 л SR20VE 200 к.с.

Дизельний
- 2.0 л YD22DDTi 139 к.с.